# Sui Yangdi
Sui Yangdi (隋煬帝 Suí Yángdì ou 楊廣 Yáng Guǎng, 569- 11 avril 618) est un empereur chinois de la dynastie Sui. Il continua l'œuvre de son père Sui Wendi, mais rencontra l'échec dans ses attaques contre la Corée. Son règne s'achève par une période de révoltes.

## Biographie
Sui Yangdi continue les projets de son père mais de manière plus fanatique. Il poursuit la construction du Grand Canal et la reconstruction systématique de la Grande Muraille de Chine (5,4 millions de personnes employés en 4 ans) et des routes. Il entreprend d'autres grands travaux, tels la reconstruction grandiose de Luoyang, ainsi que la construction d'une flotte de guerre. À la suite de l'échec de son frère en Corée, il s'assigne la tâche de soumettre cet arrogant royaume : c'est le triple échec des guerres de Corée, en 612, 613 et 614 (un million de soldats par campagne et un million de morts au total). Autant de projets grandioses mais coûteux qui mènent à un épuisement humain et fiscal de la Chine. L'empereur, désespéré, ayant peut-être perdu la foi en sa mission céleste, se désintéresse des affaires de l'empire et se retire dans son palais de Yangzhou, tandis que la révolte devient générale. Il est connu pour s'être adonné à la débauche à la fin de sa vie. La Cour fuit la capitale prise par les insurgés, et Sui Yangdi est finalement assassiné en 618 tandis que l'empire se fragmente à nouveau.